# Oto Giacomelli
Oto Giacomelli, slovenski smučarski skakalec, trener smučarskih skokov, novinar, komentator, publicist in urednik, * 20. januar 1942, Nova vas pri Žireh.
Giacomelli je osnovno šolo obiskoval v Kranju in Žireh, gimnazijo v Škofji Loki in Šentvidu pri Ljubljani, leta 1973 je diplomiral na Ekonomski fakulteti v Ljubljani. V mladih letih je bil obetaven smučar skakalec, leta 1960 je osvojil mladinski Pokal Kongsberg in naslov mladinskega državnega prvaka kot član skakalnega kluba Ilirija. Med letoma 1960 in 1969 je bil tudi član državne reprezentance. Leta 1970 je postal pomočnik zveznega trenerja Zdeněka Remse in to delo opravljal tri sezone. Za tem je postal glavni trener italijanske skakalne reprezentanca do leta 1974, nato je vodil še švedsko reprezentanco, med letoma 1965 in 1977, ter francosko reprezentanco, med letoma 1984 in 1985. V sezoni 2000/01 je bil direktor reprezentanc v skokih in nordijski kombinaciji pri Smučarski zvezi Slovenije. Med letoma 1992 in 2002 je deloval kot mednarodni sodnik za smučarske skoke in nordijsko kombinacijo. Sodil je tudi na Svetovnem prvenstvu 1999. V devetdesetih letih je deloval tudi kot strokovni sokomentator ob prenosih smučarskih skokov na RTV Slovenija ob Tomu Lajevcu, s katerim sta se leta 2013 vrnila kot komentatorja skokov na Planet TV.
Leta 1970 je bil ustanovljen prvi specializirani smučarski klub na Slovenskem, Ilirija, pri čemer je sodeloval kot pobudnik in soustanovitelj, en mandat je bil tudi predsednik kluba v osemdesetih letih, sicer je deloval v strokovnem odboru. Med letoma 1992 in 2006 je bil sodelavec in član izvršnega odbora Športne zveze Ljubljana ter avtor športno-razvojnega programa za Ljubljano leta 2004. Bil je tudi član komisije za organiziranost in pravna vprašanja pri Olimpijskem komiteju Slovenije. V sedemdesetih in osemdesetih letih je deloval kot pisec, prevajalec in prirejevalec strokovne literature smučarskih skokov. Napisal je Učni načrt za usmerjevalne selekcije v smučarskih skokih in zakonsko podlago Mreža smučarskih skakalnic v Republiki Sloveniji.
Med letoma 1980 in 2005 je deloval kot športni novinar Dela, pokrival je predvsem športno politiko, smučanje, atletiko, kolesarstvo in gimnastiko. Je soavtor knjige Planica 1934-1999 iz leta 1999 ter urednik knjig Olimpija : 1955-2005 iz leta 2007 in Vleci, Primož, vleci! : posebna publikacija o Primožu Peterki iz leta 2011. V drugi polovici devetdesetih let je dve leti urejal glasilo Olimpijskega komiteja Slovenije in Smučarske zveze Slovenije Olimpijski krogi. 
Leta 1985 je prejel Bloudkovo plaketo za »prispevek k razvoju smučarskih skokov v Sloveniji«